# Chaetodipus rudinoris
Chaetodipus rudinoris is een zoogdier uit de familie van de wangzakmuizen (Heteromyidae). De wetenschappelijke naam van de soort werd voor het eerst geldig gepubliceerd door Elliot in 1903.

## Voorkomen
De soort komt voor in Mexico en de Verenigde Staten.